# Hitomi Kamanaka
Hitomi Kamanaka (jap. 鎌仲 ひとみ, Kamanaka Hitomi; * 11. Januar 1958 in der Präfektur Toyama) ist eine japanische Dokumentarfilmautorin und Regisseurin, die sich stark mit dem Thema Atomkraft in Japan auseinandersetzt.

## Leben
Sie hat Literaturwissenschaft an der Waseda-Universität studiert, und sich während ihrer Studentenzeit aktiv im Expeditions-Club beteiligt. Durch Hilfsarbeiten für einen Independent-Film regte sich in ihr der Wunsch, Dokumentarfilmerin zu werden. Nach dem Abschluss ihres Studiums 1984 stand sie bei K.K. Group Gendai (engl. Group Gendai Films Co., Ltd.) als Regieassistentin unter Vertrag. Ab 1987 arbeitete sie bei Iwanami Eizō K.K. (engl. IWANAMI audio-visual media) im selben Aufgabenfeld.
Für ihren Film Suecha ojisan Bari / yume / utsutsu (Herr Suécia – Bali / Traum / Wirklichkeit), den sie auf Bali als Independent-Dokumentation produzierte, erhielt sie vom japanischen Amt für Kultur Förderungsgelder, um als Künstlerin ins Ausland gehen zu können. Dadurch arbeitete sie von 1990 bis Oktober 1993 bei einer staatlichen kanadischen Film-Produktionsfirma. Danach trat sie der Künstler-Aktivistengruppe Paper Tiger Television in New York bei.
Seit ihrer Rückkehr nach Japan im Jahre 1995 produzierte sie als freie Filmemacherin Dokumentationen über Medizin, Wirtschaft und Umwelt für den halbstaatlichen TV-Sender NHK, sowie erneut für die Group Gendai.
2003 war sie Regisseurin des Dokumentarfilms Hibakusha – sekai no owari ni (engl. Titel: Hibakusha – At the end of the world).  Der Film gewann beim Earth Vision Global Environmental Film Festival den ersten Preis und erhielt vom Amt für Kultur einen Filmpreis für außergewöhnliche Leistungen im Bereich Dokumentarfilm, sowie eine Vielzahl anderer Preise. Viele ihrer Filme dreht sie zusammen mit Iwata Makiko als Kamerafrau.
Seit 2003 ist sie Assistenzprofessorin an der medienwissenschaftlichen Fakultät der Technischen Hochschule Tokio (engl. Tokyo University of Technology). Weitere Lehraufträge hat sie an der Meiji-Universität, der Internationalen Christlichen Universität in Japan und an der Tsuda-Universität.

## Hauptwerke

### Filme
- Ima, Nihon no onnatachi (Jetzt, Japans Frauen) 1987
- Suecha ojisan bari / yume / utsutsu (Herr Suécia – Bali / Traum / Wirklichkeit) 1990
- Saigai wa toshi o osou – Hanshindaishinsai-kyūkyūiryō no kiroku (Ein Unglück wird die Stadt befallen – Aufzeichnungen der ärztlichen Notfallversorgung beim Großen Ōsaka-Kōbe-Erdbeben) 1995
  - Preis der Leitung der Nationalen Behörde für Wissenschaft und Technik
- Hibakusha – sekai no owari ni (engl. Titel: HIBAKUSHA – At the end of the world) 2003
  - Preis des 9. des Fonds der Journalisten für Frieden und Zusammenarbeit, erster Preis des 12. Earth Vision Global Environmental Film Festival,  28. Filmpreis der japanischen Katholiken, Der Sonderpreis der landesweiten Verbindungskonferenz der Filmregisseure 2003, 1. Filmpreis für außergewöhnliche Leistungen im Bereich Dokumentarfilm durch  das Amt für Kunst und Kultur
  - Der Film wurde an 400 Orten in Japan gezeigt
- Rokkasho-mura rapusodī (engl. Titel: Rokkashomura Rhapsody) 2006
  - Der Film wurde an 650 Orten in Japan gezeigt
- Mitsubachi no haoto to chikyū no kaiten (engl. Titel: Ashes to Honey for searching a sustainable future) 2010

### Fernsehen
- Kokoro no yamai ga iyasareru toki – ima nihon no kazoku ni nani ga okiteiru no ka (Wenn seelische Krankheiten gelindert werden – Was geschieht heute in Japans Familien?) 1998 NHK
  - Preis der ATP (Association of All Japan TV Program Production Companies) für hervorragende Leistungen im Bereich Dokumentarfilm
- Ende no igon (Das Testament von Michael Ende) 1999 NHK
- Senka ni mimawareta kodomotachi – wangan-sensō hachi-nen ato no iraku (Die vom Kriegsunheil heimgesuchten Kinder – der Irak acht Jahre nach dem Golfkrieg)  1999 NHK
- Gan o ikinuku kibō o sasaeru iryō no kiroku (Aufzeichnungen der Medizin, die den Wunsch Krebs zu überleben, stützt) 2001 NHK
  - Preis der ATP (Association of All Japan TV Program Production Companies) für hervorragende Leistungen im Bereich Dokumentarfilm

### Artikel / Aufsätze
- Dokyūmentarī no chikara (Die Kraft der Dokumentation) (Co-Autorin) Kodomo no Miraisha 2005
- Naibu-hibaku no kyōi (Gefahr durch innere Strahlenbelastung) (Co-Autorin) Chikuma shinsho 2005
- Hibakusha Dokyūmentarī-eiga no genjō kara (HIBAKUSHA-Dokumentarfilme – Vor Ort) KAGESHOBO Publishing Co 2006